# スリーターン
スリーターン（3 turn）は　フィギュアスケートおける片足ターンの一種である。進行方向のチェンジと同時にエッジのチェンジも行う。

## 技術

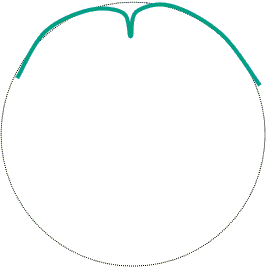
スリーターンのダイアグラム（進行経路の図式）

スリーターンは英語表記では3 turnまたはThree turnで数字の3のような軌跡を描く。
具体的に右図でいうと、右足でフォアアウトエッジで開始する場合、左側の緑色の弧から始まって、中央のくぼみでエッジを変えて、右足のバックインサイドエッジに乗り、右の弧へ乗り換える。(RFO→RBI)
結局、スリーターンは全部で8通りある。
- 足が右足か左足か
- 進行方向が前か後ろか
- 開始のエッジがインエッジかアウトエッジか

2x2x2=8通りある。
スリーターンはフィギュアスケートの基本的なターンである。モホークターンと共に初心者が習う最初のターンである。フィギュアスケーターにとっては方向を変える際に最も良く使うターンである。スリーターンはトゥループジャンプとフリップジャンプを飛ぶ際によく使うエントランスである。
試合でよく見られるのは、イリーナ・スルツカヤやステファン・ランビエールが3回転ループジャンプのエントランスとしてスリーターンを数回繰り返して用いている。